# Nadelgalaxie

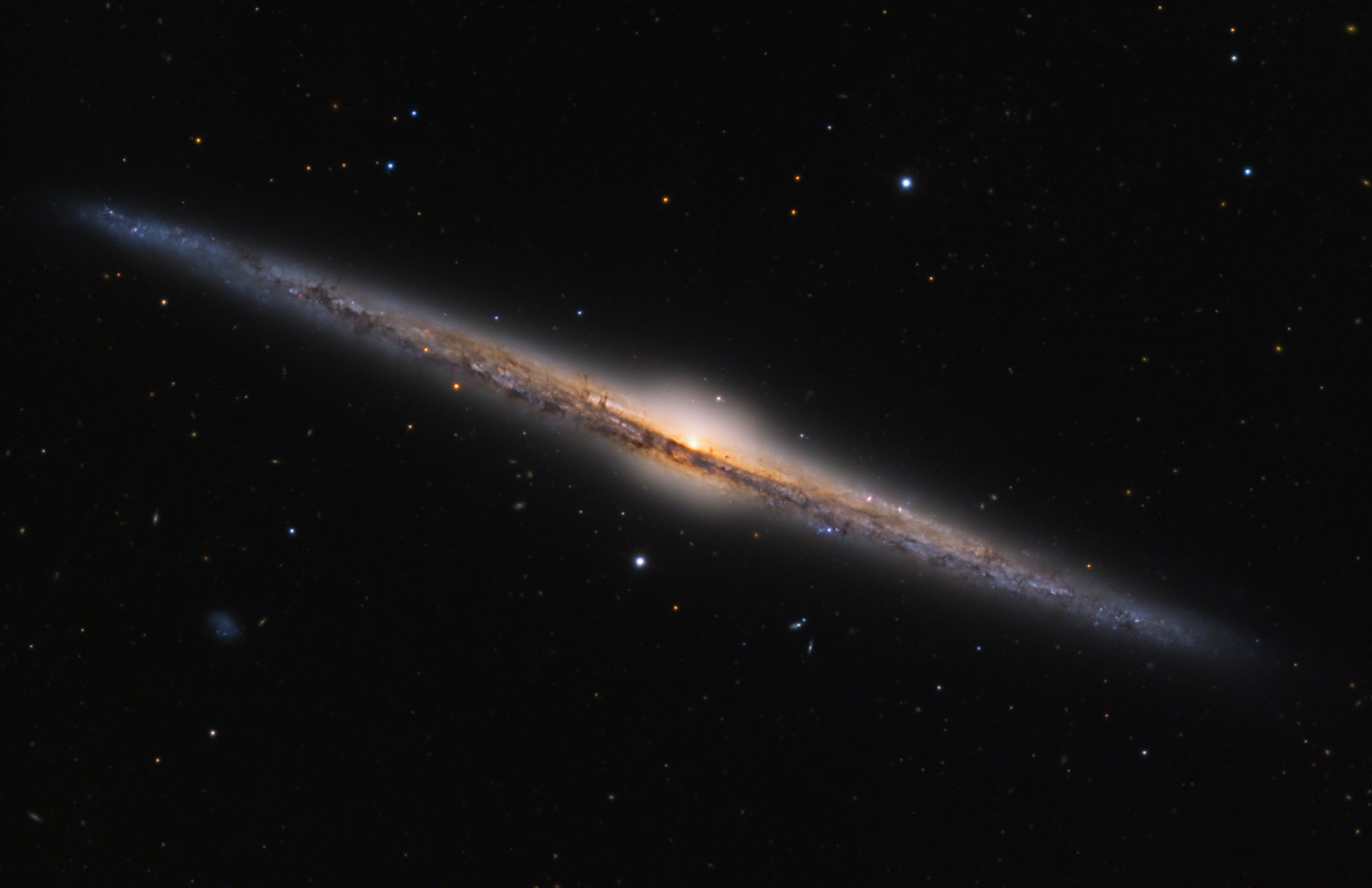
NGC 4565

Als Nadelgalaxie wird die Galaxie NGC 4565 bezeichnet.
Aufgrund eines ähnlichen Erscheinungsbildes werden auch andere Galaxien als eine Nadelgalaxie beschrieben.

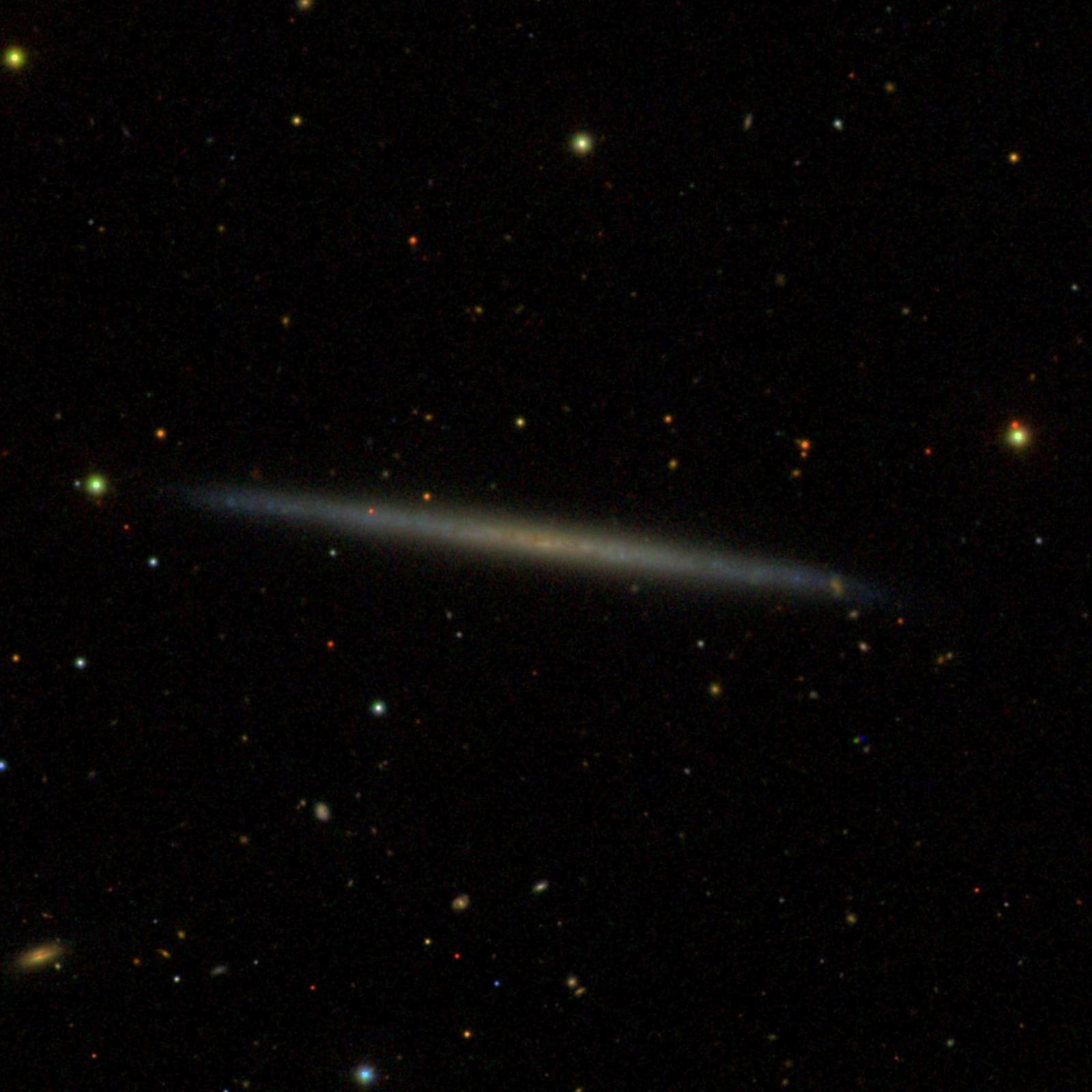
UGC 7321
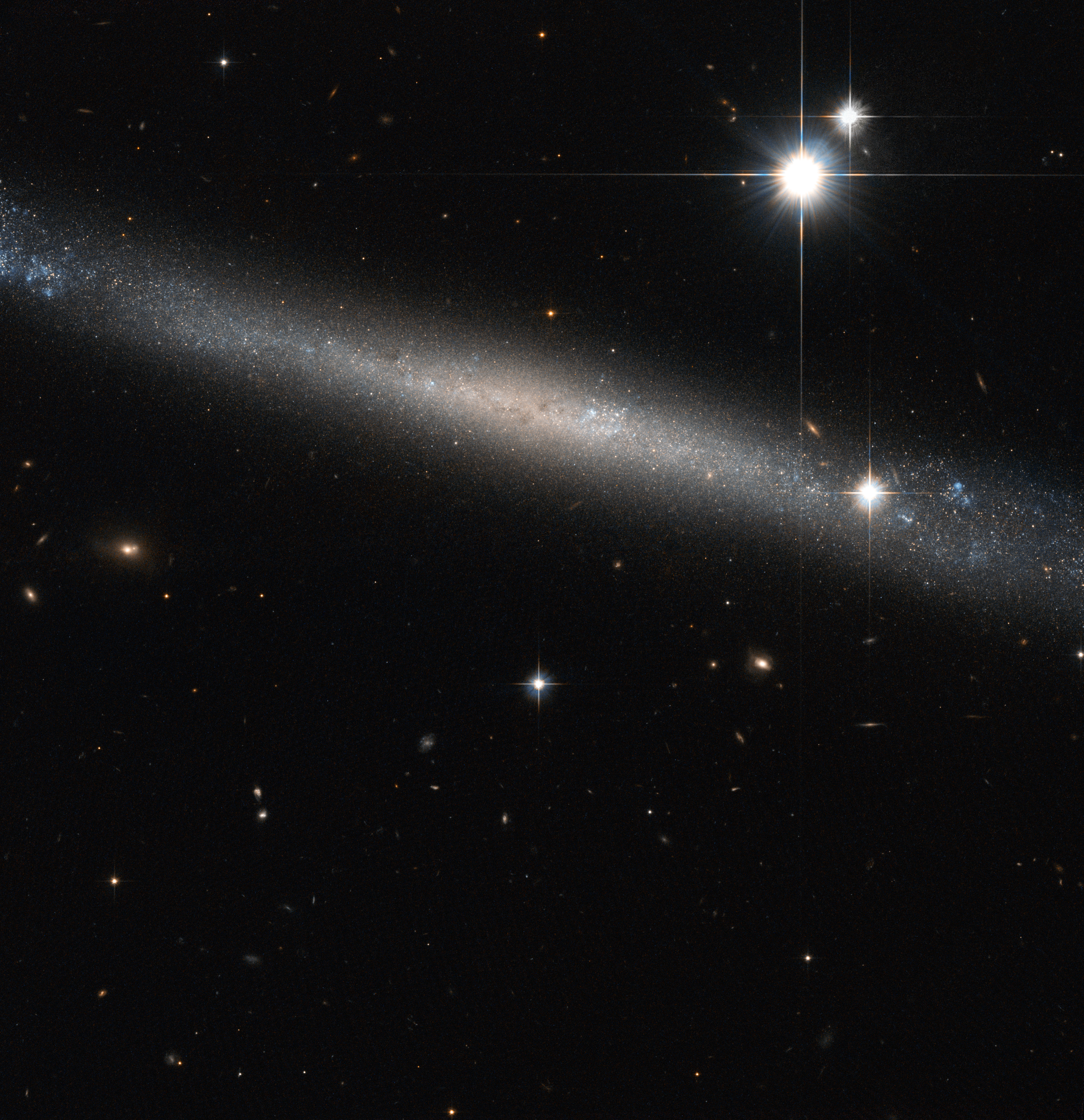
IC 2233